# L'Exterminateur
Pour plus de détails, voir Fiche technique et Distribution.
L'Exterminateur (titre original : Search and Destroy) est un film américano-canadien de William Fruet sorti en 1979.

## Synopsis
En 1968, Will Tyzack, Rosie Washington, R.J. Kennington, Buddy Grant et Kip Moore ont servi pendant la Guerre du Viêtnam. Seul Tyzack n'est jamais revenu au pays.
Dix ans plus tard, à Los Angeles, Rosie est assassiné puis, deux semaines plus tard aux chutes du Niagara, R.J. est retrouvé mort au volant de sa voiture. Kip, qui trvaillait avec R.J., est surveillé par le capitaine Fusqua. Il prévient également Buddy avec qui il est resté en contact...

## Fiche technique
- Titre original : Search and Destroy
- Réalisation : William Fruet
- Scénario : Dan Enright
- Directeur de la photographie : René Verzier
- Montage : Donald Ginsberg
- Musique : Martin Deller, Cameron Hawkins et Ben Mink
- Costumes : Linda Matheson
- Production : James Margellos
- Genre : Film d'action, Drame
- Pays de production :  États-Unis,  Canada
- Durée : 92 minutes
- Dates de sortie :
  - Canada : 28 septembre 1979
  - France : 8 octobre 1980
  - États-Unis : 5 juin 1981 (New York)

## Distribution
- Perry King (VF : Jacques Thébault) : Kip Moore
- Don Stroud (VF : Alain Dorval) : Buddy Grant
- Tisa Farrow (VF : Evelyn Selena) : Kate Barthel
- George Kennedy (VF : Claude Bertrand) : le capitaine Anthony Fusqua
- Tony Sheer (VF : Bernard Tiphaine) : le sergent Frank Malone
- Phil Aikin : Rosie Washington
- Rummy Bishop (VF : Michel Paulin) : Ernie Cappel
- Daniel Buccos : Sinclair
- Rob Garrison : Ryan Jeremy 'R.J.' Kennington
- John Kerr : MacPherson
- Géza Kovács : Fontaine
- Bill Starr : Floyd Gentry
- Kirk McOll (VF : Vincent Violette) : Katella